# Kanopska skrinja
Kanopske skrinje so bile posode, v katerih so v Starem Egiptu hranili notranje organe pokojnega med procesom mumifikacije. Ko so  v pozni Četrti dinastiji (2613-2498 pr. n. št.) začeli uporabljati kanopske vrče, so vrče postavili v kanopsko skrinjo. Prvi dokazani kanopski pokop se je godil med vladanjem faraona Sneferuja iz Četrte dinastije, nekaj dokazov pa kaže, da so v Sakari tako pokopavali že v Drugi dinastiji (2900-2686 pr. n. št.).

## Povezave s staroegipčansko kulturo
Kanopske skrinje so imele pomembno mesto v egipčanski kulturi. Vsebovale so notranje organe mumij in bile zato povezane z egipčanskim prepričanjem, da je posmrtno življenje prav tako pomembno kot življenje na zemlji. Egipčani so verjeli, da je treba za potovanje v deželo po življenju popolnoma ohraniti vse dele človeškega telesa. Notranje organe so med procesom mumificiranja odstranili iz telesa.

## Spremembe skozi zodovino
Prve kanopske skrinje so bile preprosti leseni zaboji in sčasoma postajale vse bolj dodelane. Egipčani okoli Enaindvajsete dinastije (1069–945 pr. n. št.) so se odločili puščati notranje organe v mumijah, prazne kanopske skrinje pa so zaradi tisočletne tradicije kljub temu še naprej postavljali v grobnice. V ptolemajskem obdobju  (305-30 pr. n. št.)  so to navado opustili. 

## Slog in materiali
Tako slog kot materiali so bili v različni obdobjih različni, vendar so vedno odražali egipčanski ideal popolnosti in lepote.

### Ptolemajsko obdobje
Visoke lesene skrinje, podobne svetišču, so bile živahno poslikane in imele na vrhu sokola. Obrtniki so les premazali s temeljnim premazom, da so ga kasneje lahko pobarvali. Vse dekoracije so povedale nekaj o egipčanski veri. Sokol na vrhu je predstavljal pogrebnega boga Sokarja. Slike na stranicah so prikazovale lastnika skrinje, ki časti boga posmrtnega življenja Ozirisa, Ra-Horaktija, kombinacijo bogov Raja in Hora in štiri Horove sinove, od katerih je vsak varoval enega od notranjihh organov, ki so bili odstranjeni med mumificiranjem. Pobarvani steber je predstavljal Ozirisa, tiet pa Izido. Slike v tem obdobju niso bile več tako popolno odmerjene in natančne kot v prejšnji egipčanski umetnosti, saj je egipčanska civilizacija v tem času že propadala.